# Mimar Kemaleddin Bey

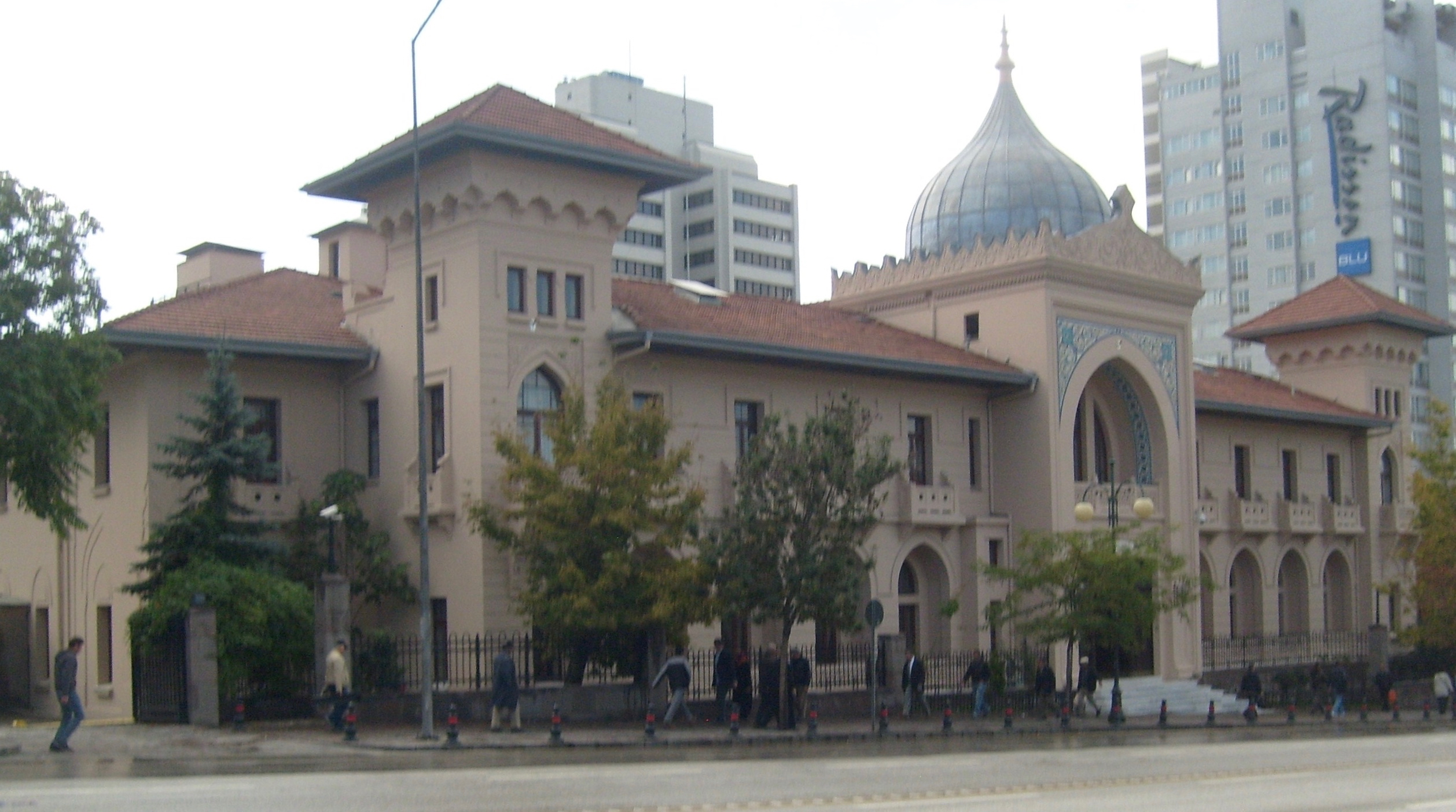
Ankara Palota

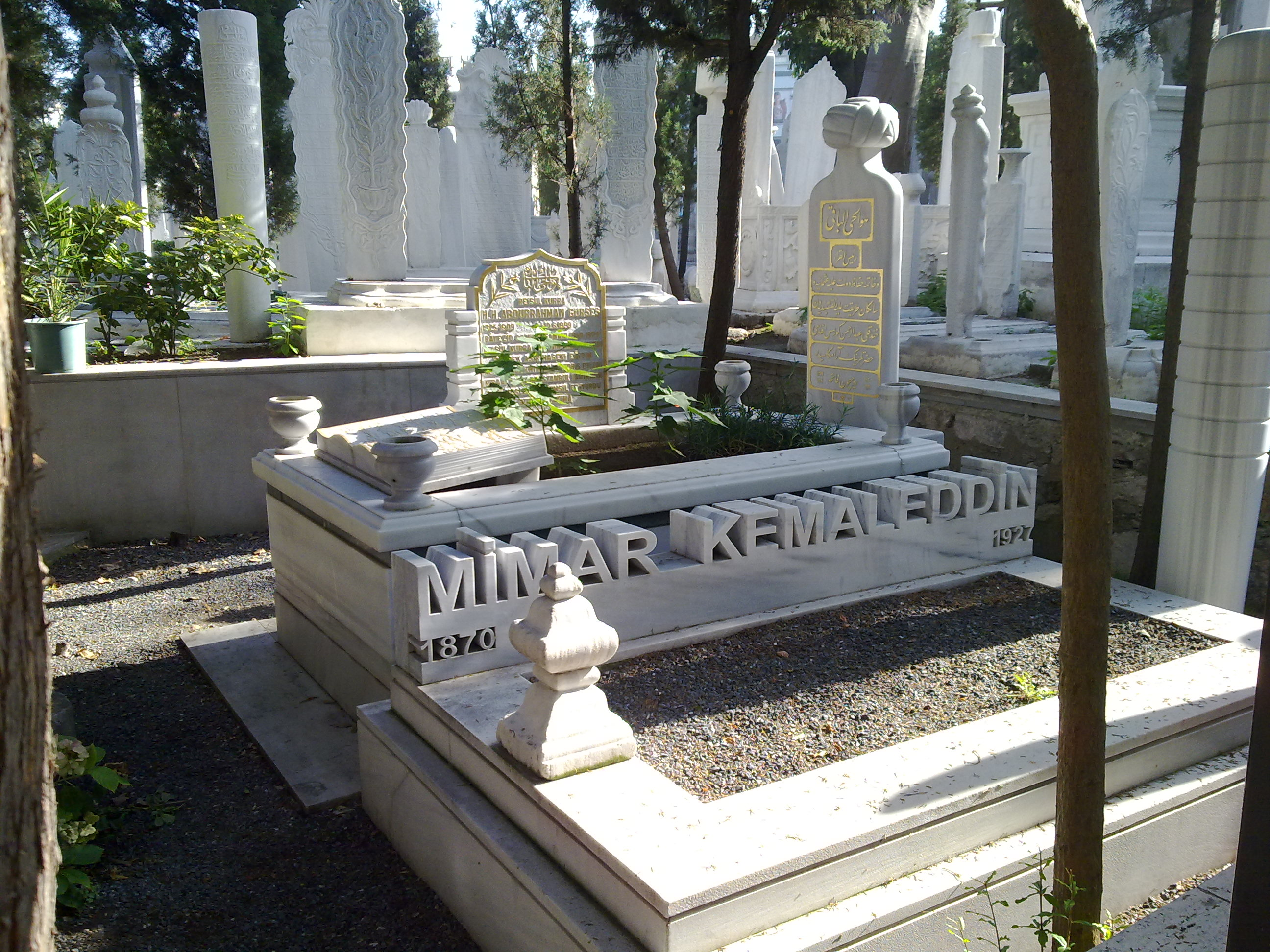
Sírja

Ahmet Kemaleddin (széles körben ismert nevén Mimar Kemaleddin Bey) (1870 – 1927. július 13.) török építész. Munkássága az úgynevezett „megújított” török építészeti stílushoz kötődik, mely az oszmán korszakban indult és a köztársasági időszak elején zárult halálával. A Mimar szó törökül építészt jelent.

## Életrajz
1870-ben született egy haditengerészeti kapitány gyermekeként, egy középosztálybeli családban az isztambuli Kadıköy városrészben, az Oszmán Birodalomban (ma: Törökország). 1875-ben kezdte az általános iskolát, majd 1881-ben folytatta a középfokú tanulmányait Kréta szigetén – mely ekkor az Oszmán Birodalom része volt –, az apja hivatásából eredően. Később Isztambulban fejezte be a középiskolát.
1887-ben beiratkozott a Hendese-i Mülkiye Mektebi nevű polgári műszaki felsőfokú iskolába (ma: Isztambuli Műszaki Egyetem), majd 1891-ben végzett itt mérnökként. Később 4 éven át dolgozott az intézményben asszisztensként, de közben külső munkákat is vállalt.
1895-ben az isztambuli Sirkeci pályaudvar tervezője, August Jasmund német építész támogatásával állami ösztöndíjjal ment Németországba, ahol két évig építészetet tanult a Berlin-charlottenburgi Műszaki Főiskolán. Ezt követően még két és fél évet töltött Berlinben különböző építészeti irodákban szakmai tapasztalatszerzés céljából.
1900-ban Kemaleddin hazatért Isztambulba és folytatta korábbi munkáját az egyetemen. Miután August Jasmund lemondott egyetemi tanári tisztségéről, úgy gondolta, megpályázza korábbi pártfogója tisztségét.
1908-ban úttörő szerepet játszott az első török szakmai szervezet, az Oszmán Építészek és Mérnökök Társasága megalakításában.
A második parlamentáris monarchia kikiáltása után a Minisztériumi Alapítványok (oszmán-törökül: Evkaf Nezareti) építési-restaurálási tanszék igazgatójává nevezték ki.
A Keleti Vasúttársaság (Şark Demiryolları Şirketi) részére négy vasúti állomást tervezett. A munkák között volt a plovdivi központi pályaudvar építése, valamint a szaloniki (törökül: Selanik) és az edirnei vasútállomások tervezése is. A háborús helyzet miatt a szaloniki vasútállomásnak csak az alapjai készültek el, az edirnei vasútállomást pedig csak 1914-ben lehetett befejezni.
1908-ban épült az általa tervezett edirnei leány középiskola, az oktatás 1910-ben indult meg benne. A jeruzsálemi főmufti hívta az Al-Aksza mecset felújítási munkáinak elvégzésére, amelyet elvállalt. A sikeres restaurálási munkát követően Kemaleddin elnyerte a RIBA-tagságot (Royal Institute of British Architects). Hazatérte után elsősorban az új köztársaság fővárosa, Ankara épületeivel kapcsolatos munkák kezdték foglalkoztatni.
Mimar Kemaleddin – mint a török nemzeti építészeti mozgalom egyik úttörője – megpróbált egy új stílust létrehozni, mintegy ötvözve a klasszikus török és modern német építészetet. Bevezette a török és az iszlám struktúrák jellemzőit, hogy azok tükrözzék a török nemzeti önazonosságot. A homlokzatot boltívekkel, kupolákkal, csempékkel emelte ki, az épület előterében a szimmetriát hangsúlyozta, valamint eltért a hagyományos stílustól a tornyokkal és párkányokkal gazdagon díszített épületeivel.
1927. július 13-án, 57 éves korában hunyt el agyvérzésben Ankarában, az Ankara Palota építése közben. Az isztambuli Karacaahmet temetőben helyezték örök nyugalomra. Néhány évvel később családjának tudta nélkül sírját áthelyezték a II. Bajezid-mecset temetőjébe, mert a sír útban volt a Kadıköy és Üsküdar között épülő közút építésekor. Az új, fejfa nélküli sírt 1990-ben fedezték fel. 2007-ben a temetkezési helyet helyreállították, új síremléket kapott. Fia, İlhan Mimaroğlu neves zeneszerző.

## Öröksége
2009-ben az újonnan kibocsátott török líra, 20-as bankjegyének hátlapján az arcképe és az általa tervezett ankarai Gazi Egyetem rektori épülete szerepel.

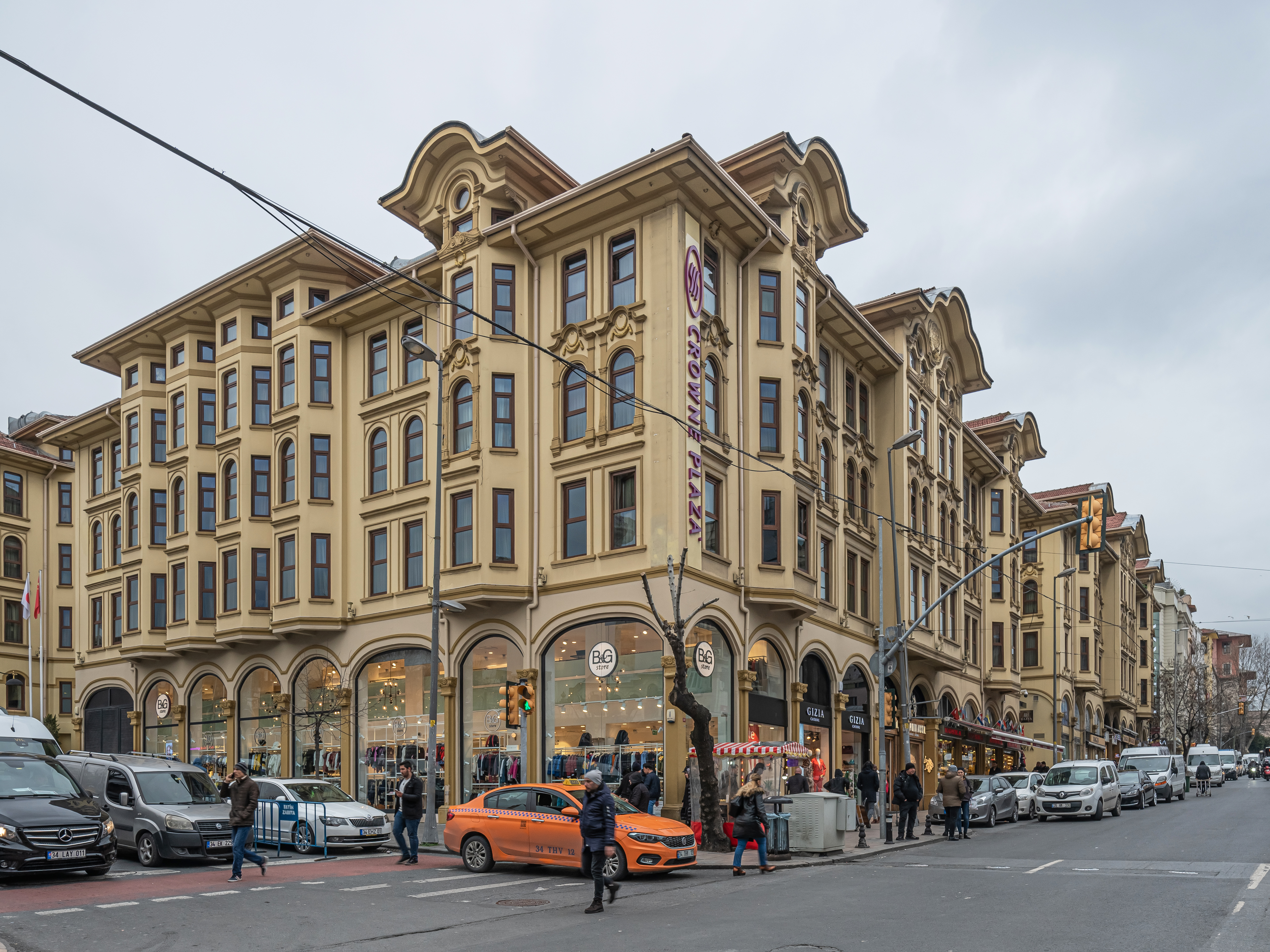
Tayyare Apartmanları, Isztambul, épült: 1922
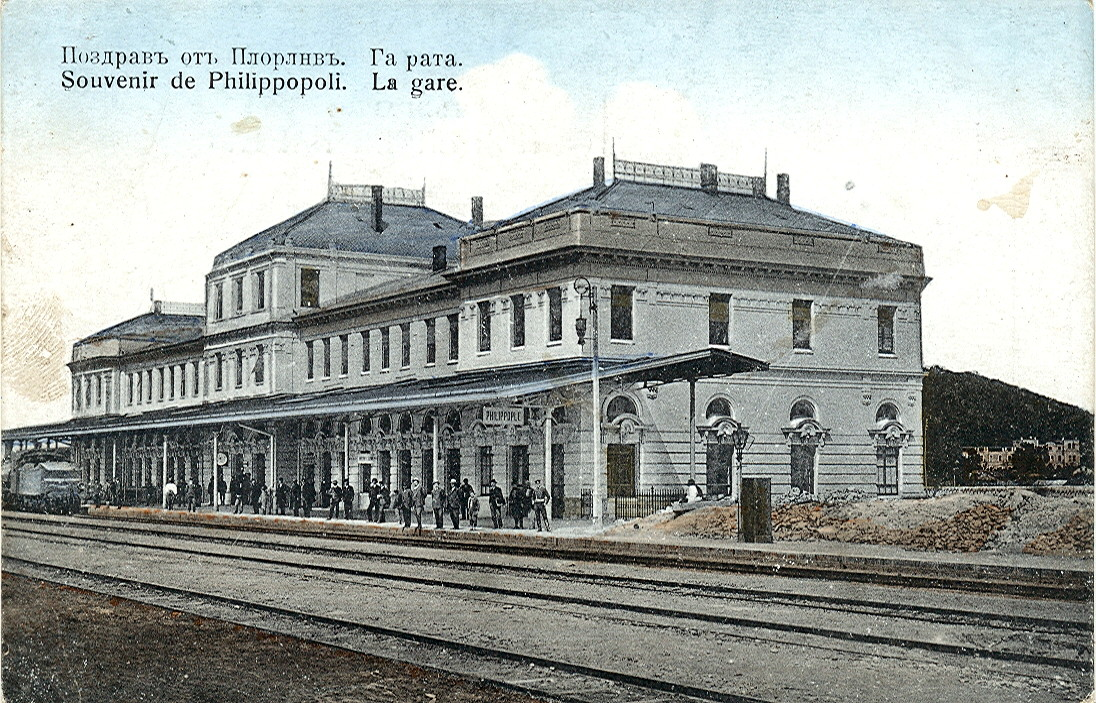
A plovdivi pályaudvar korabeli képeslapon
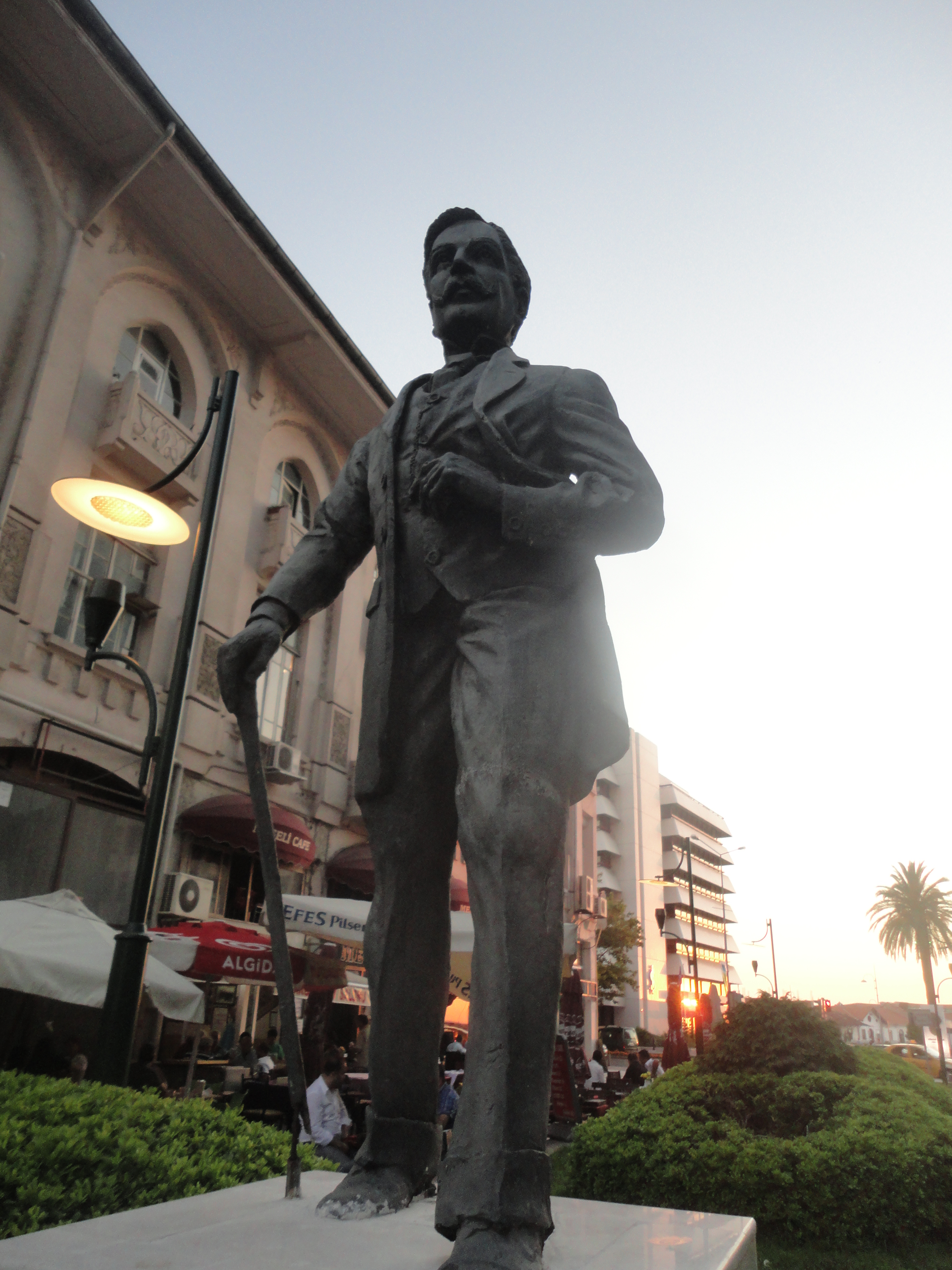
Köztéri szobra Izmirben
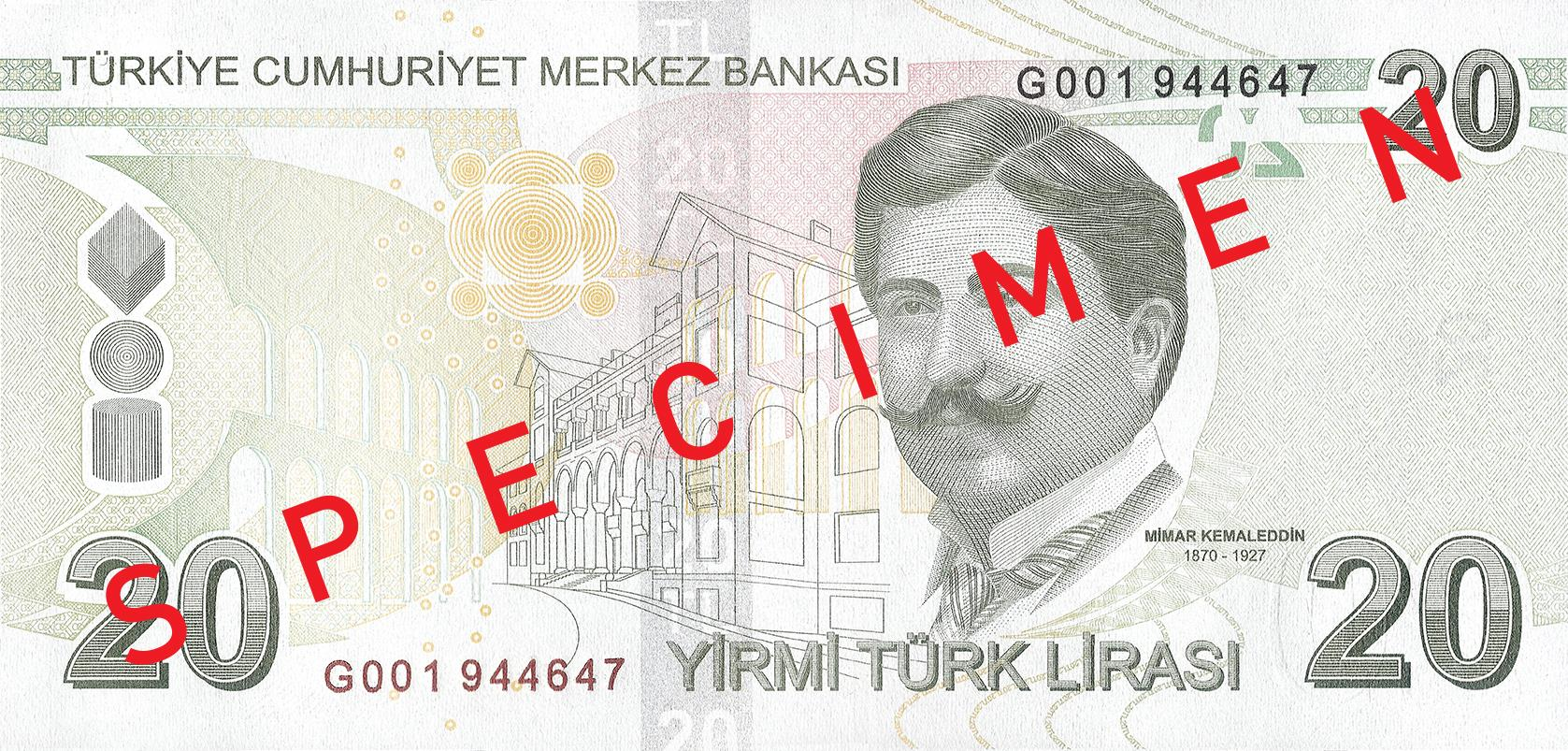
20 török lírás bankjegy hátoldala

## Fordítás
- Ez a szócikk részben vagy egészben  a   Mimar Kemaleddin című török Wikipédia-szócikk fordításán alapul.  Az eredeti cikk szerkesztőit annak laptörténete sorolja fel. Ez a jelzés csupán a megfogalmazás eredetét és a szerzői jogokat jelzi, nem szolgál a cikkben szereplő információk forrásmegjelöléseként.
- Ez a szócikk részben vagy egészben  a   Mimar Kemaleddin Bey című angol Wikipédia-szócikk fordításán alapul.  Az eredeti cikk szerkesztőit annak laptörténete sorolja fel. Ez a jelzés csupán a megfogalmazás eredetét és a szerzői jogokat jelzi, nem szolgál a cikkben szereplő információk forrásmegjelöléseként.